# Leviathan (Hobbes)
 Der er for få eller ingen kildehenvisninger i denne artikel, hvilket er et problem. Du kan hjælpe ved at angive troværdige kilder til de påstande, som fremføres i artiklen.

 For alternative betydninger, se Leviathan. (Se også artikler, som begynder med Leviathan)
Leviathan er en bog af Thomas Hobbes. Den udkom i 1651. Leviathan er det engelske navn for det bibelske havuhyre, der i danske oversættelser betegnes Livjatan.
I bogen skriver Hobbes, at menneskene uden en statsmagt vil føre krig mod hinanden ("Bellum omnium contra omnes" ("Alles krig mod alle")), og for at undgå denne situation danner menneskene en stat, med en suveræn, og de afgiver deres frihed til gengæld for sikkerhed.
Han skriver om tre forskellige former for statsmagt:
- Monarki, hvor magten ligger hos en enkelt: konge, regent eller diktator.
- Aristokrati, hvor magten ligger hos en forsamling af de bedste.
- Demokrati, hvor magten ligger hos folket
- Et valgkongedømme eller et indskrænket monarki, hvor monarken har begrænset magt, bliver betegnet som et aristokrati eller et demokrati.

Derfor er Danmark et demokrati, da hverken monarken eller folketinget har ubegrænset magt.
Leviathan er oversat til dansk af Claus Bratt Østergaard på Informations Forlag.